# Misión de San Francisco de la Espada
La Misión San Francisco de la Espada (también Misión Espada) es una misión novohispana del siglo XVIII situada en San Antonio, Texas, EE.UU.
Forma parte del Parque Histórico Nacional de las Misiones de San Antonio, Parque Histórico Nacional de los EE. UU. y Patrimonio de la Humanidad de la UNESCO.

## Historia

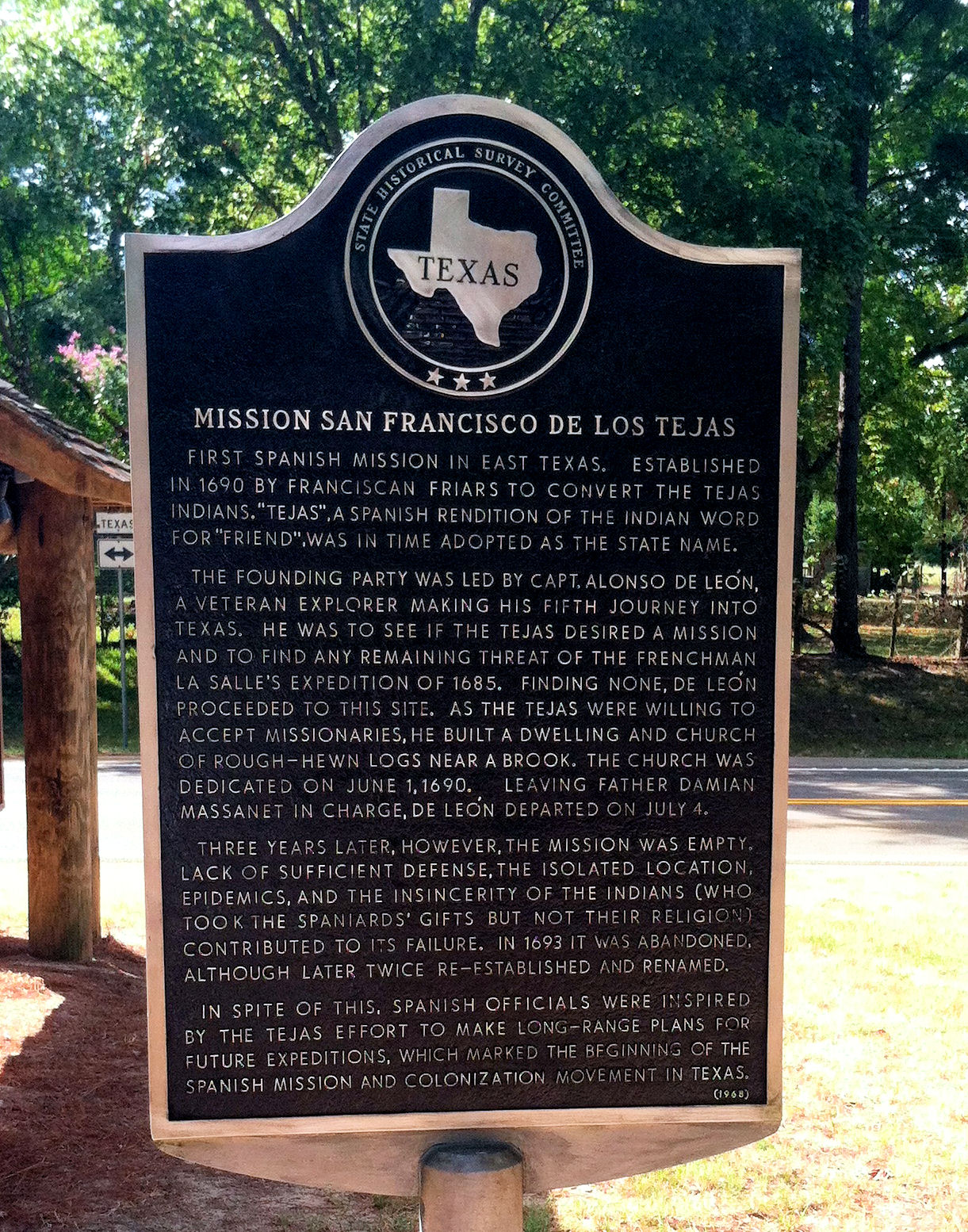
Marcador de la misión San Francisco de los Tejas (1690-1693) en Mission Texas State Park, Weches, Condado de Houston.

Fundada en 1731, esta misión franciscana supuso el cuarto intento de fundar la misión de San Francisco de los Tejas, tras los intentos fallidos de 1690-1693 en Weches (suroeste de Alto, Texas), la expedición de Domingo Ramón 1716-1719 y como San Francisco de los Neches (1721-1730). Se trató de la segunda misión establecida en el Tejas español. El propósito de  la nueva población era la evangelización de los indígenas y reafirmar la soberanía española de la región frente a la amenaza anexionista desde La Luisiana francesa.
Su ubicación responde al respaldo a la expansión de San Antonio de Bexar frente a revueltas de los indígenas enemigos de los aliados de España residentes en las misiones. Su convento se construyó en 1745 y su iglesia en 1756. Además de viviendas y construcciones anexas, contó con una amplia infraestructura para el riego que comprendía 14 kilómetros cuadrados con acueductos, balsas y acequias, como la acequia Espada,
Entre 1750 y 1760 se estableció la explotación agropecuaria del Rancho de las Cabras bajo la jurisdicción de Misión Espada, cuyas viviendas se conocen como jacales. Este rancho no cuenta con la denominación de Patrimonio de la Humanidad. 

## Descripción
Son testimonio de la misión Espada su acequia Espada así como su acueducto, además de otros elementos de la infraestructura de riego que están todavía en uso.
Su construcción en estilo colonial español ha influenciado otros edificios como la iglesia episcopal de San Esteban en Wimberley (Texas).

## Galería

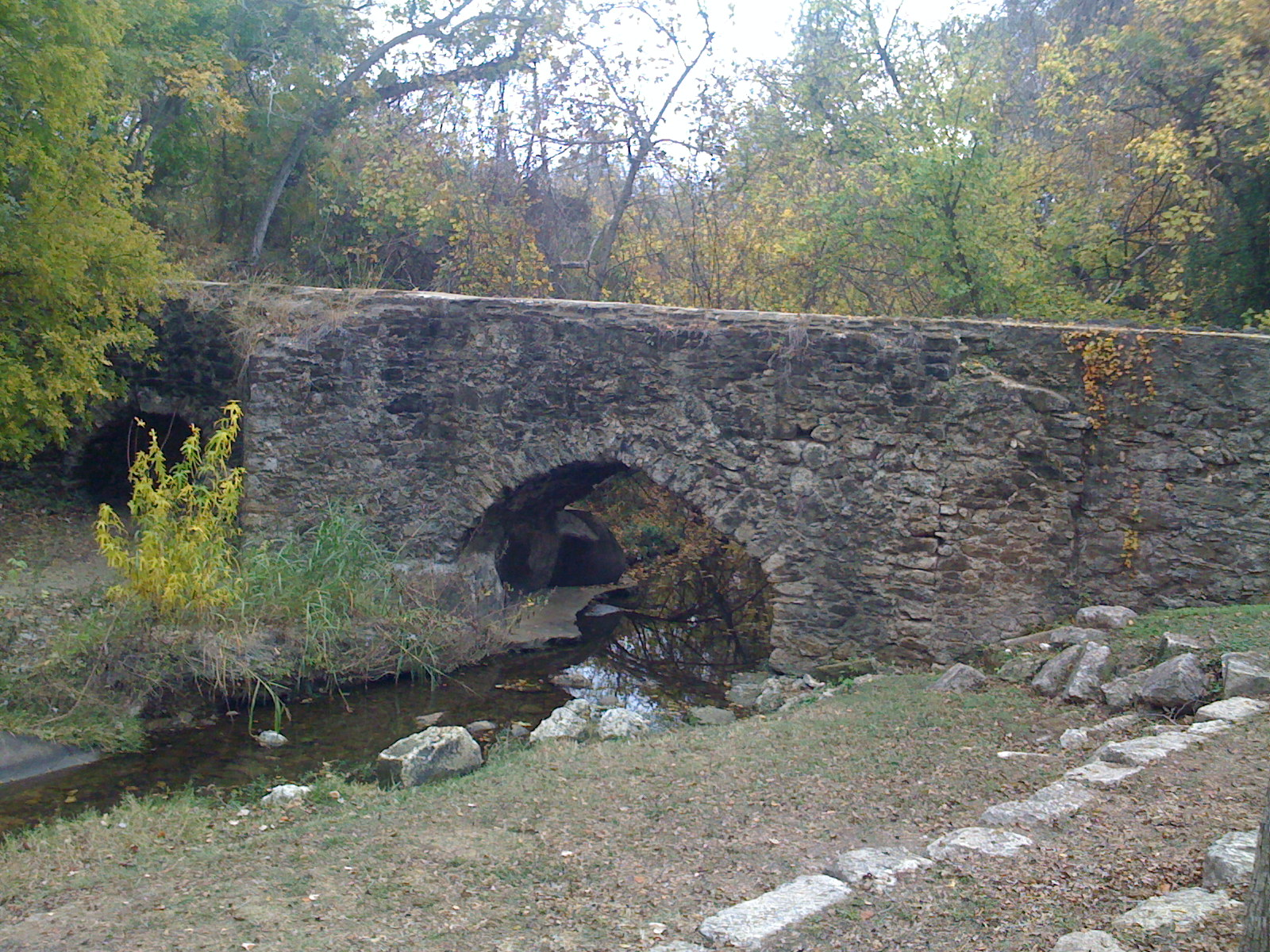
El acueducto de Espada al cruzar el arroyo Piedras
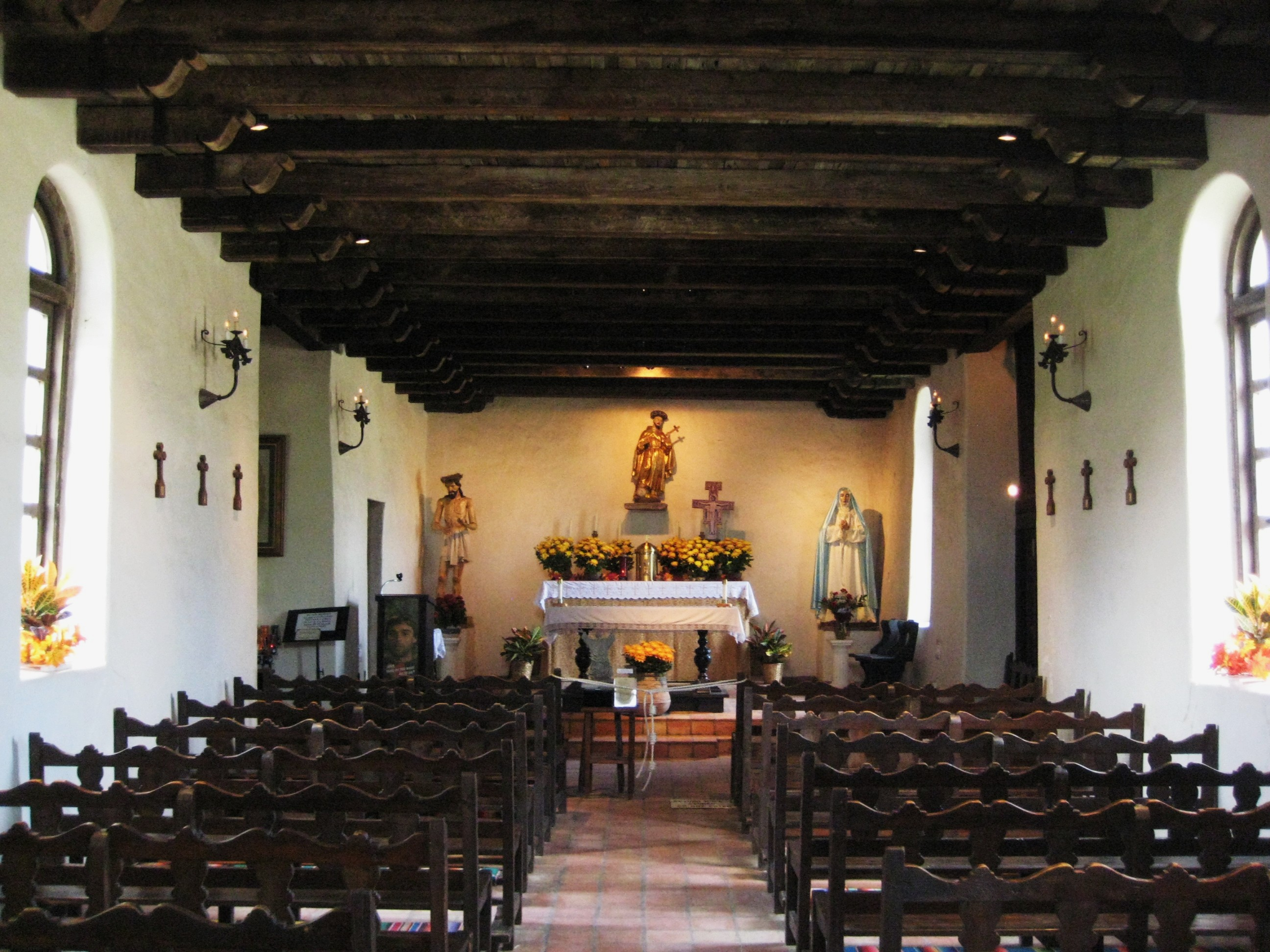
Interior de la iglesia
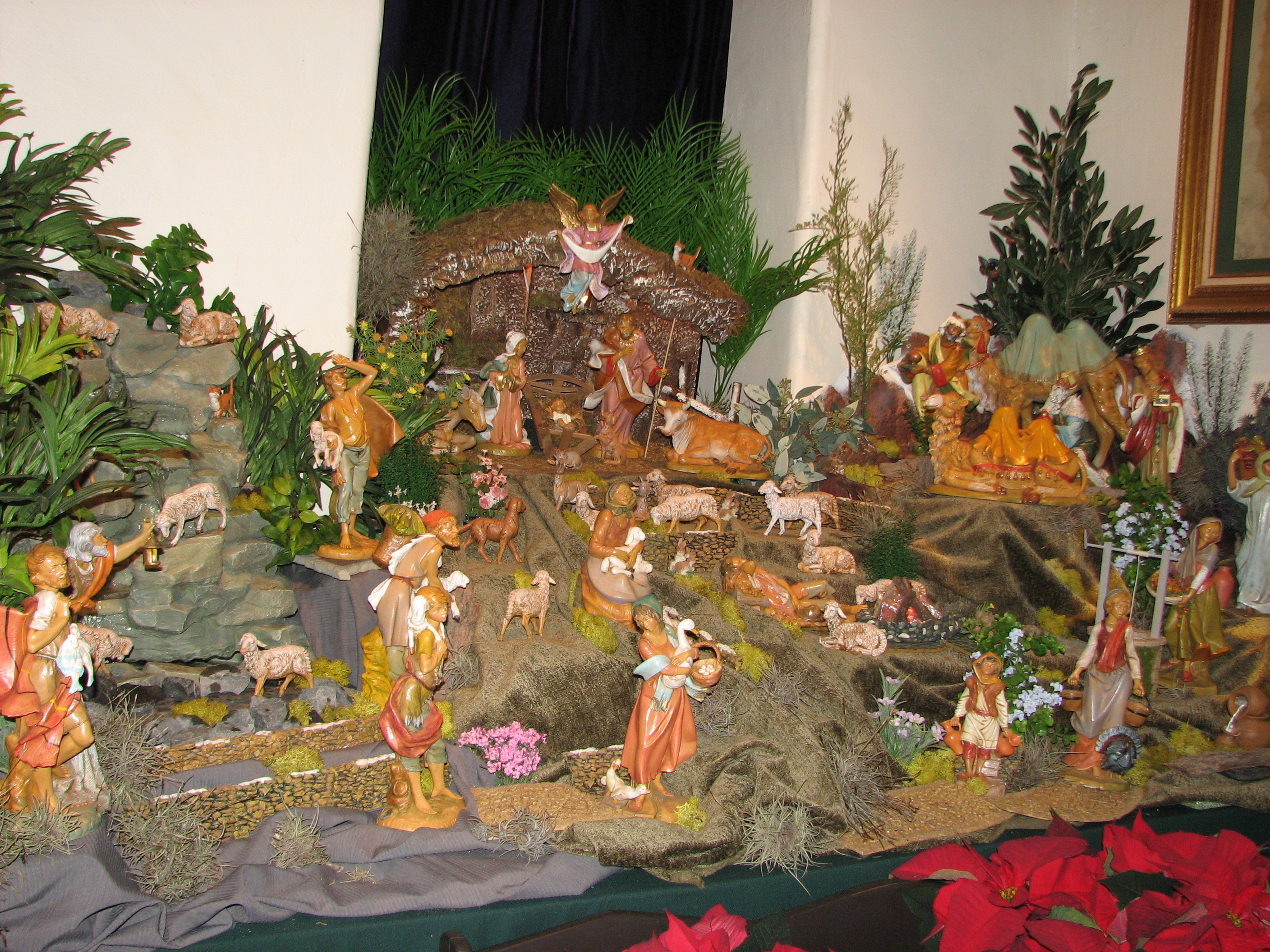
Belén (2009)
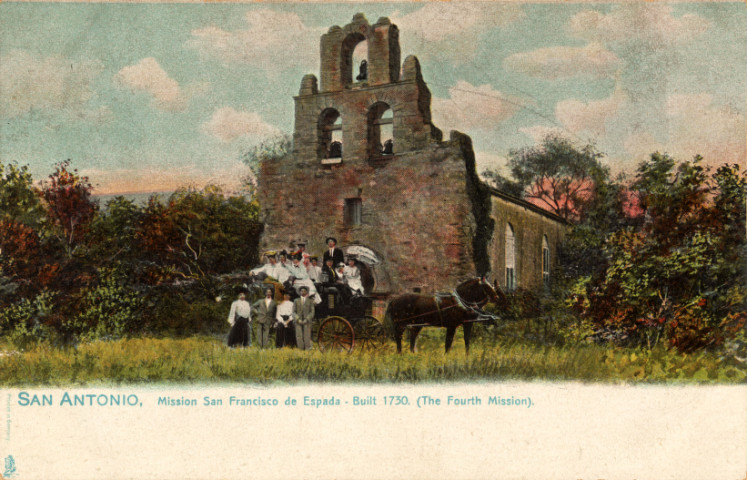
Misión San Francisco de Espada, San Antonio, Texas (postal, 1901-1907)